# Radula sarogliae
Radula sarogliae là một loài rêu trong họ Radulaceae. Loài này được Gola mô tả khoa học đầu tiên năm 1914.